# ويليام زد. ريبلي
ويليام زد. ريبلي (بالإنجليزية: William Z. Ripley) هو اقتصادي وعالم إنسان أمريكي، ولد في 13 أكتوبر 1867 في ميدفورد في الولايات المتحدة، وتوفي في 16 أغسطس 1941 في إدغكومب في الولايات المتحدة.

## وصلات خارجية
- ويليام زد. ريبلي على موقع الموسوعة البريطانية (الإنجليزية)